# فرودگاه ساتن آن روگ
فرودگاه ساتن آن روگ  (به انگلیسی: Sutton On Rogue Airport) یک فرودگاه خصوصی است که یک باند فرود چمن دارد و طول باند آن ۷۶۲ متر است. این فرودگاه در کشور ایالات متحده آمریکا قرار دارد و در ارتفاع ۳۸۴ متری از سطح دریا واقع شده است.